# Manisa Büyükşehir Belediyespor
Il Manisa Büyükşehir Belediyespor è un club di pallacanestro turco con sede a Magnesia. Milita nella Basketbol Süper Ligi.

## Palmarès
- Türkiye Basketbol Ligi: 1

2021-2022